# EasyGate

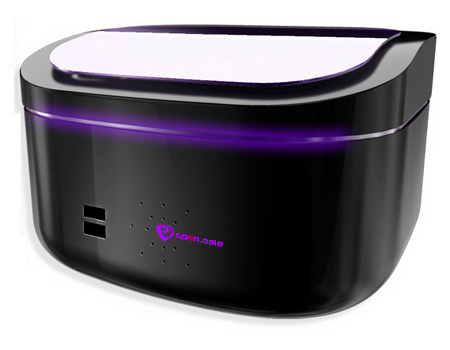
Version OpenGate

L'EasyGate est un PC simplifié fonctionnant sous EasyOS qui permet d'effectuer la plupart des opérations courantes nécessitant un ordinateur (navigation Web, traitement de texte, retouche d'images...), le tout de manière plus intuitive que sur un PC traditionnel.
Lancé en 2006, sa commercialisation a cessé en septembre 2009, après le rachat de Neuf Cegetel par SFR.

## Objectif
L'idée est de fournir une solution libre tout-en-un (PC + modem-routeur), destinée aux réfractaires à l'informatique, qui peuvent ainsi disposer d'un accès à Internet chez eux, sans procédures complexes.
En particulier, la laborieuse configuration d'une "*-box", ainsi que celle d'un ordinateur pour surfer sur le web sont épargnées à l'utilisateur, puisque les deux éléments sont intégrés l'un à l'autre, et préconfigurés pour une connexion ADSL chez Neuf Telecom.

## Technologie
La technologie employée est standard, reposant sur une architecture matérielle x86 : le processeur est un Intel Celeron M360, le disque dur est une mémoire flash de 512 Mio ; la mémoire vive est de 512 Mio. Dotées de ports Ethernet et USB, l'EasyGate permet de connecter un réseau domestique et des périphériques classiques tels qu'un disque dur externe.
L'OS, entièrement libre, pèse au total moins de 100 Mio en mémoire flash.

## Caractéristiques détaillées
- 1 processeur Intel Celeron ULV M360 cadencé à 600 MHz
- 512 Mio de mémoire DDR1
- 512 Mio de mémoire flash contenant le système d'exploitation et les données utilisateurs
- 1 port sortie Audio au format mini-jack
- 1 connecteur VGA analogique
- 6 ports USB
- 1 connecteur pour l'adaptateur secteur

## Logiciels proposés
- IceWeasel pour la navigation Web
- AbiWord pour le traitement de texte
- Gnumeric pour le traitement de tableaux
- Gimp pour le traitement d'images
- MPlayer pour la lecture de vidéos
- Une version modifiée de GQView pour la visualisation et le classement d'images
- PCMan File Manager pour l'exploration de fichiers
- Fluxbox pour la gestion des fenêtres
- Ekiga et Pidgin pour la communication (messagerie et visioconférence)
- Grisbi pour la gestion des comptes.

## Possibilités d'extensions
Enfin, l'EasyGate a été conçue pour être extensible par le biais de modules empilables ; ainsi l'intégration d'un lecteur DVD ou d'un disque dur classique sont envisageables, bien qu'il soit d'ores et déjà possible d'adjoindre les périphériques USB correspondants.

## OpenGate
Une version similaire, l'OpenGate, est proposée pour les membres de la communauté de développement de l'EasyGate, ainsi que pour les utilisateurs confirmés.
En effet, contrairement à l'EasyGate, l'OpenGate ne contient aucune restriction (accès root, possibilité d'installer des logiciels ou de modifier la configuration du modem-routeur, etc.). Inversement, le bon fonctionnement du système n'est plus 100 % garanti, comme pour l'EasyGate.
Sur l'OpenGate, il est d'ailleurs tout à fait possible d'installer un autre système d'exploitation que celui pré-installé, ceci afin de la transformer, par exemple, en serveur léger.

## Événements
L'EasyGate a obtenu le "prix spécial du jury" aux Lutèces d'Or 2007.